# Spencer Turrin
Spencer Alf Turrin (født 29. august 1991 i Maitland, Australien) er en australsk roer og olympisk guldvinder.
Turrin vandt en guldmedalje for Australien i firer uden styrmand ved OL 2020 i Tokyo. Resten af bådens mandskab bestod af Alexander Purnell, Jack Hargreaves og Alexander Hill. Australien vandt guldet efter en tæt finale, hvor man kom i mål 0,37 sekunder før sølvvinderne fra Rumænien og 0,84 sekunder foran Italien, der vandt bronze. Turrin deltog også ved OL 2016 i Rio de Janeiro, hvor han var en del af den australske toer uden styrmand, der endte på sjettepladsen.
Turrin har desuden vundet to VM-guldmedaljer, begge i firer uden styrmand, i henholdsvis 2017 og 2018.

## OL-medaljer
- 2020:  Guld i firer uden styrmand